# Maribel Verdúová
Maribel Verdúová, celým jménem María Isabel Verdú Rollán (* 2. října 1970 Madrid) je španělská herečka.
Začínala jako modelka v reklamách, ve třinácti letech účinkovala v televizním filmu Zločin kapitána Sáncheze a v šestnácti debutovala na divadle. Ve své herecké kariéře natočila více než padesát filmů. První výraznější roli dostala v roce 1992 v oscarové historické komedii Fernanda Trueby Belle Epoque. Ve filmu Carlose Saury Goya v Bordeaux hrála Maríu, vévodkyni z Alby, ztvárnila rovněž hlavní ženskou roli v road movie Alfonsa Cuaróna Mexická jízda a Guillermo del Toro ji obsadil do filmu Faunův labyrint, za který jí bylo uděleno v roce 2007 jako první Španělce v historii mexické ocenění Premio Ariel. S Francisem Fordem Coppolou spolupracovala na snímku Tetro.
Dvakrát získala cenu Goya pro nejlepší herečku v hlavní roli: za postavu Ángely v psychologickém dramatu Sedm kulečníkových stolů (2008) a za roli macechy v retrofilmu Sněhurka: Jiný příběh (2013). V roce 2009 jí také byla udělena Národní filmová cena za celoživotní dílo.
Jejím manželem je od roku 1999 Pedro Larrañaga.

## Filmografie

### Film
| Role | Název                         | Role                 | Poznámky |
| ---- | ----------------------------- | -------------------- | -------- |
| 1984 | El crimen del Capitán Sánchez | Manolita             |          |
| 1986 | 27 horas                      | Maite                |          |
| 1988 | Španělský vojáček             | Marta Ocón Cabezuela |          |
| 1988 | Barcelonská spojka            | Paloma               |          |
| 1989 | Černé ovce                    | Lola                 |          |
| 1991 | Růžová omáčka                 | Koro                 |          |
| 1991 | Milenci                       | Trini                |          |
| 1992 | Belle epoque                  | Rocío                |          |
| 1993 | Zlatá vejce                   | Claudia              |          |
| 1996 | La Celestina                  | Areusa               |          |
| 1997 | La bonne étoile               | Marina               |          |
| 1999 | Goya en Burdeos               | Duquesa de Alba      |          |
| 2001 | Přízrak univerzity            | Arancha              |          |
| 2001 | Mexická jízda                 | Luisa Cortés         |          |
| 2003 | Rezidence Jericho             | Dolores O'Donell     |          |
| 2003 | Občasné bouřky                | Elena                |          |
| 2006 | Faunův labyrint               | Mercedes             |          |
| 2007 | Život za zdí                  | Mariana              |          |
| 2007 | Sedm kulečníkových stolů      | Ángela               |          |
| 2007 | Expres Oviedo                 | Mina                 |          |
| 2009 | Tetro                         | Miranda              |          |
| 2011 | Z tvého okna do mého          | Inés                 |          |
| 2012 | Sněhurka: Jiný příběh         | Encarna              |          |
| 2013 | Patnáct let a jeden den       | Margo                |          |
| 2015 | Žádné děti                    | Vicky                |          |
| 2016 | El faro de las orcas          | Lola                 |          |
| 2017 | Abrakadabra                   | Carmen               |          |
| 2018 | Vlna zločinu                  | Leyre Blanco         |          |
| 2018 | Superlópez                    | Ágata Muller         |          |
| 2018 | Sin rodeos                    | Paz                  |          |
| 2019 | Vraždy podle Goyi             | Carmen Cobos         |          |
| 2022 | Raymond & Ray                 | Lucia                |          |
| 2023 | Smrtící pozvánka              | Olivia               |          |
| 2023 | Familia                       | Clara                |          |
| 2023 | Flash                         | Nora Allen           |          |